# جيمس لين (سياسي)
جيمس لين (بالإنجليزية: James Linn)‏ هو محامي وقاضي وسياسي أمريكي، ولد في 1749 في الولايات المتحدة، وتوفي في 5 يناير 1821 في ترنتون في الولايات المتحدة. حزبياً، نشط في الحزب الجمهوري الديمقراطي. وقد انتخب عضو جمعية نيوجيرسي العامة وانتخب عضو مجلس النواب الأمريكي.